# Hassan Adams
Hassan Adams (Los Ángeles, California, 20 de junio de 1984) es un exbaloncestista estadounidense que disputó dos temporadas en la NBA, además de jugar en otros equipos durante ocho años. Con 1,93 metros de estatura, jugaba en la posición de escolta.

## Carrera

### High School
Hassan Adams acudió al Westchester High School en Westchester, Los Ángeles. Allí promedió 18 puntos, 5 rebotes y 3 asistencias para liderar a su equipo a un récord de 32-2 y alcanzar el California State Division I-A Championship y el USA Today n.º 1 ranking en su año sénior. Fue un McDonald All-American y estuvo en el segundo equipo del Parade All-America. Nombrado "California Mr. Basketball", primer base en recibir este honor desde Baron Davis en 1997.

### Universidad
Pasó por la Universidad de Arizona un periplo de 4 años, desde 2002 a 2006. Con Lute Olson de entrenador, Adams jugaba de alero para los Wildcats, y llevó el número 21 durante su carrera colegial.
Rápidamente Hassan Adams se echó el equipo a las espaldas y se erigió como el líder, pero manchó su imagen en su año sénior cuando en marzo de 2006 fue cazado al conducir con una tasa de alcoholemia que superaba con creces lo establecido en el estado Arizona. A consecuencia de ello fue suspendido.

#### Estadísticas
| Año     | Rebs. PP | Asist. PP | Pts. PP |
| ------- | -------- | --------- | ------- |
| 2002-03 | 3,6      | 0,6       | 9,0     |
| 2003-04 | 7,0      | 2,0       | 17,0    |
| 2004-05 | 6,0      | 3,0       | 12,0    |
| 2005-06 | 5,0      | 3,0       | 17,5    |

### Profesional
En el draft de 2006, Adams fue elegido por New Jersey Nets en 2.ª ronda con el n.º 54. En las sesiones de trabajo previas al draft, Adams tuvo la mala suerte de lesionarse después de que el alero de Texas, P.J. Tucker, le pisará en el pie.
Hassan Adams pasó con más pena que gloria su primera temporada en la liga, donde tuvo una actuación testimonial. Tuvo su mejor actuación frente a Boston Celtics el 29 de noviembre de 2006 al hacer 16 puntos en 23 minutos de juego, su máximo en la liga. Tras ser cortado al poco tiempo por los Nets, fichó por Toronto Raptors en julio de 2008.
El 7 de enero de 2009, tras 12 encuentros en Toronto, es traspasado a Los Angeles Clippers pero cortado inmediatamente por los Clippers, y firmó al poco con el KK Vojvodina Srbijagas serbio.
En 2011, jugó en la Philippine Basketball Association como jugador importado de los Rain or Shine Elasto Painters durante la PBA Commissioner's Cup.
Desde 2012 a 2014 los pasó con Guaros de Lara de Venezuela.
En julio de 2014, firma con los Singapore Slingers para esa temporada en la Liga de Baloncesto de la ASEAN.

## Estadísticas de su carrera en la NBA

### Temporada regular
| Año     | Equipo     | PJ | PT | MPP | %TC  | %3P  | %TL  | RPP | APP | ROB | TPP | PPP |
| ------- | ---------- | -- | -- | --- | ---- | ---- | ---- | --- | --- | --- | --- | --- |
| 2006-07 | New Jersey | 61 | 8  | 8.1 | .556 | .000 | .667 | 1.3 | .2  | .3  | .1  | 2.9 |
| 2008-09 | Toronto    | 12 | 0  | 4.3 | .308 | .000 | .500 | .6  | .1  | .1  | .1  | .9  |
| Total   | Total      | 73 | 8  | 7.5 | .534 | .000 | .643 | 1.2 | .2  | .2  | .1  | 2.5 |

### Playoffs
| Año   | Equipo     | PJ | PT | MPP | %TC  | %3P  | %TL  | RPP | APP | ROB | TPP | PPP |
| ----- | ---------- | -- | -- | --- | ---- | ---- | ---- | --- | --- | --- | --- | --- |
| 2007  | New Jersey | 6  | 0  | 1.5 | .500 | .000 | .000 | .2  | .0  | .0  | .0  | .3  |
| Total | Total      | 6  | 0  | 1.5 | .500 | .000 | .000 | .2  | .0  | .0  | .0  | .3  |